# Aeson

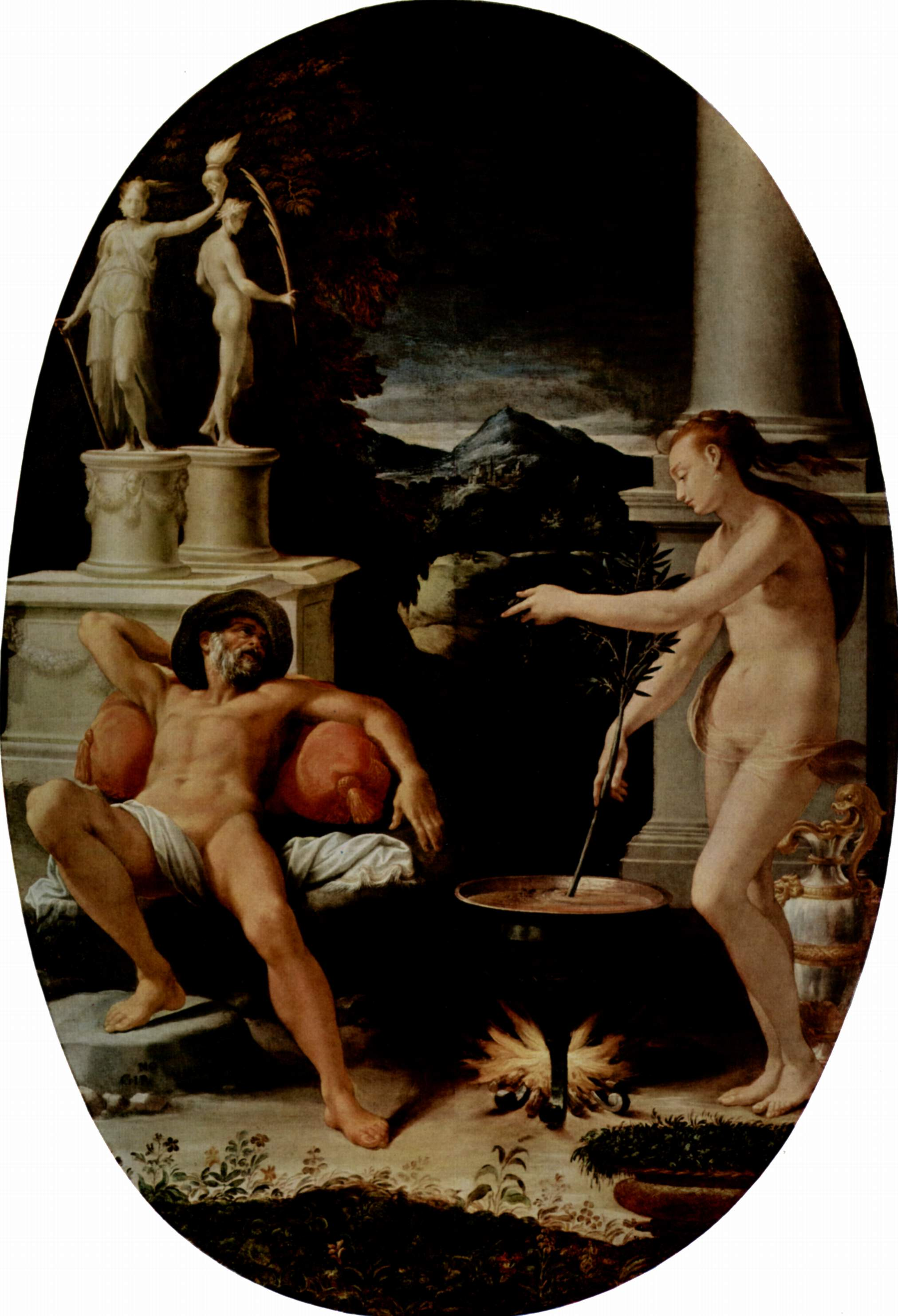
'Medea verjongt Aeson' (1572), door Girolamo Macchietti, Palazzo Vecchio, Florence

Aeson of Aison (Grieks: Αἴσων) was in de Griekse mythologie de zoon van Cretheus en Tyro (Alcimede volgens anderen). Homerus (Odyssee 11, 258-259) noemt Pheres en Amythaon als zijn broers. Hij had met Polymele (dochter van Autolycus) Jason en Promachus als zoons. Aesons moeder had twee andere zoons, Neleus en Pelias, bij de god Poseidon. Aesons halfbroer Pelias gaf Jason de opdracht het Gulden vlies te halen. 
Toen Jason na lange tijd van zijn opdracht terugkwam samen met de tovenares Medea, gaf Medea met tovermiddelen de jeugd terug aan zijn vader Aeson. Dit verhaal werd verteld door de dichter van het Cyclische epos Nostoi. Dit werk is niet bewaard, maar onder andere in de 'hypothesis' van Euripides’ Medea wordt verteld dat het daar te vinden was. Het werd overgenomen door Ovidius, die uitvoerig in zijn Metamorphosen (7, 159-293) beschreef hoe Medea te werk ging en het bloed van Aeson verving door toversap dat hem 40 jaar jonger maakte.
Volgens een ander verhaal wilde Pelias Aeson doden, omdat hij dacht dat de Argonauten nooit meer terug zouden komen met het Gulden vlies. Aeson zou daarop gevraagd hebben of hij zichzelf mocht doden. Bij het brengen van een offer dronk hij bloed van een stier (dat in de Oudheid als dodelijk werd beschouwd) en stierf hij. (Apollodorus, Bibl. I, 9, 27). Deze versie van het verhaal wordt uitgewerkt door Valerius Flaccus. Aan het einde van het eerste boek van zijn Argonautica plegen Aeson en zijn vrouw (die daar Alcimede heet) op advies van Aesons vader Cretheus zelfmoord door stierenbloed te drinken.